# S/2001 (66391) 1
S/2001 (66391) 1とは、アテン群に属する潜在的に危険な小惑星である(66391) 1999 KW4の周辺を公転する衛星である。主星をアルファ、衛星をベータと呼ぶこともある。
2019年8月27日、小惑星センターにより1999 KW4が「Moshup」と命名されると共に、S/2001 (66391) 1は「Squannit」と命名された。Moshupはモヒガン族の神話に登場する、ニューイングランドの海岸に住むというとも巨人。Squannitは、Moshupの妻である。

## 概要

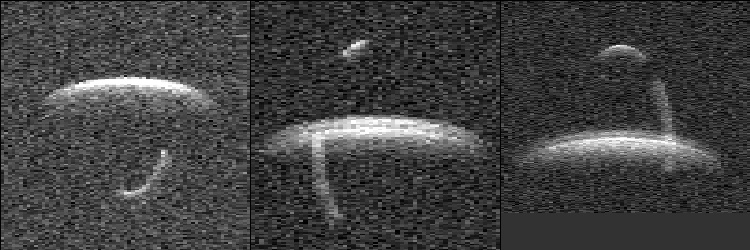
とS/2001 (66391) 1のレーダー画像。

S/2001 (66391) 1と1999 KW4は、互いに近い距離にあるにも関わらず、性質が著しく異なる。
S/2001 (66391) 1は平均直径450mと、1999 KW4の約34%ほどの大きさしかない。公転半径は約2.6kmと、1999 KW4の長半径の3.5倍程度しか離れておらず、この短い公転半径を約17.4時間で公転している。また、S/2001 (66391) 1の自転周期は、公転周期と同期回転しており、長半径の軸を1999 KW4に向けている。離心率は非常に低く、非常に真円に近い。質量は1999 KW4の約5.7%程度の約1億3500万トンである。S/2001 (66391) 1の三軸径は571m × 463m × 349mと、1999 KW4とは異なり、特徴的な形を持たない不定形である。また、S/2001 (66391) 1の平均密度は約2.81g/cm3であり、これは1999 KW4の約1.4倍になる。
1999 KW4は平均直径1.32kmの小さな小惑星で、三軸径は1.53km × 1.50km × 1.35kmである。赤道がほぼ円形に膨らんでおり、ダイヤモンドのような形をしている。約2.8時間という早い周期で自転しており、平均密度が約1.97g/cm3と低い値を持つことから、1999 KW4はラブルパイル天体であると考えられている。質量は23億5300万トンである。

## 誕生
S/2001 (66391) 1は、1999 KW4から飛び出して誕生したのではないかと考えられている。主星である1999 KW4は、S/2001 (66391) 1と連星の関係を保てるぎりぎりの速度で自転している。これは、1999 KW4がYORP効果によって数百万年かけて自転が加速され、その勢いで飛び出した破片がS/2001 (66391) 1であるというものである。S/2001 (66391) 1は、YORP効果によって誕生した可能性があることが推定された初めての衛星である。2008年に出されたこの理論によれば、S/2001 (66391) 1と1999 KW4の形状や密度の大きな違いを説明できる。

## 衝突のリスク
S/2001 (66391) 1は1999 KW4と近い距離で重力的に結合しており、衝突のリスクは1999 KW4と同列に語ることができる。

## 観測
S/2001 (66391) 1は、2001年5月21日から23日にかけての観測で発見された。2006年にはさらなるレーダ観測によって、S/2001 (66391) 1と1999 KW4の詳細な形や質量などがわかり、互いに異なる性質を持つ奇妙な連星系であることがわかった。